# Mikroregion Litovelsko
Mikroregion Litovelsko je dobrovolný svazek obcí v okresu Olomouc, jeho sídlem je Litovel a jeho cílem je koordinace postupů při řešení problémů týkajících se rozvoje samosprávy obcí, hospodářského a společenského rozvoje obcí mikroregionu a vztahu k orgánům státní správy a krajské samosprávy. Sdružuje celkem 22 obcí a byl založen v roce 2003.

## Obce sdružené v mikroregionu
- Bílá Lhota
- Bílsko
- Bouzov
- Červenka
- Dubčany
- Haňovice
- Cholina
- Litovel
- Loučany
- Loučka
- Luká
- Měrotín
- Mladeč
- Náklo
- Náměšť na Hané
- Olbramice
- Příkazy
- Senice na Hané
- Senička
- Slavětín
- Střeň
- Vilémov

## Turistické atrakce mikroregionu
- Hrad Bouzov – Hrad byl pravděpodobně postaven na přelomu 13. a 14. století,  jeho současná podoba však pochází z romantické přestavby z přelomu 19. a 20. století.
- Arboretum Bílá Lhota – Arboretum s ojedinělou sbírkou asi 500 druhů dřevin a bylin a rozlohou 2,5 ha. V roce 1926 jej založil Qiudo Riedl v areálu bývalého zámeckého parku.
- Památková rezervace Příkazy – Soubor staveb lidové architektury v Příkazích představuje jedinečný doklad hliněného lidového stavitelství z oblasti Hané.
- Javoříčské jeskyně – Jeskyně byly objeveny v roce 1938 Vilémem Švecem, veřejnosti jsou přístupny již od roku 1539. Podzemní systém třípatrových Javoříčských jeskyní vytváří komplikovaný komplex chodeb, dómů a propastí.
- Zámek Náměšť na Hané – Malebný zámek se zahradami je evidován jako Kulturní památka České republiky.